# Barbara-Kirche (Strackholt)

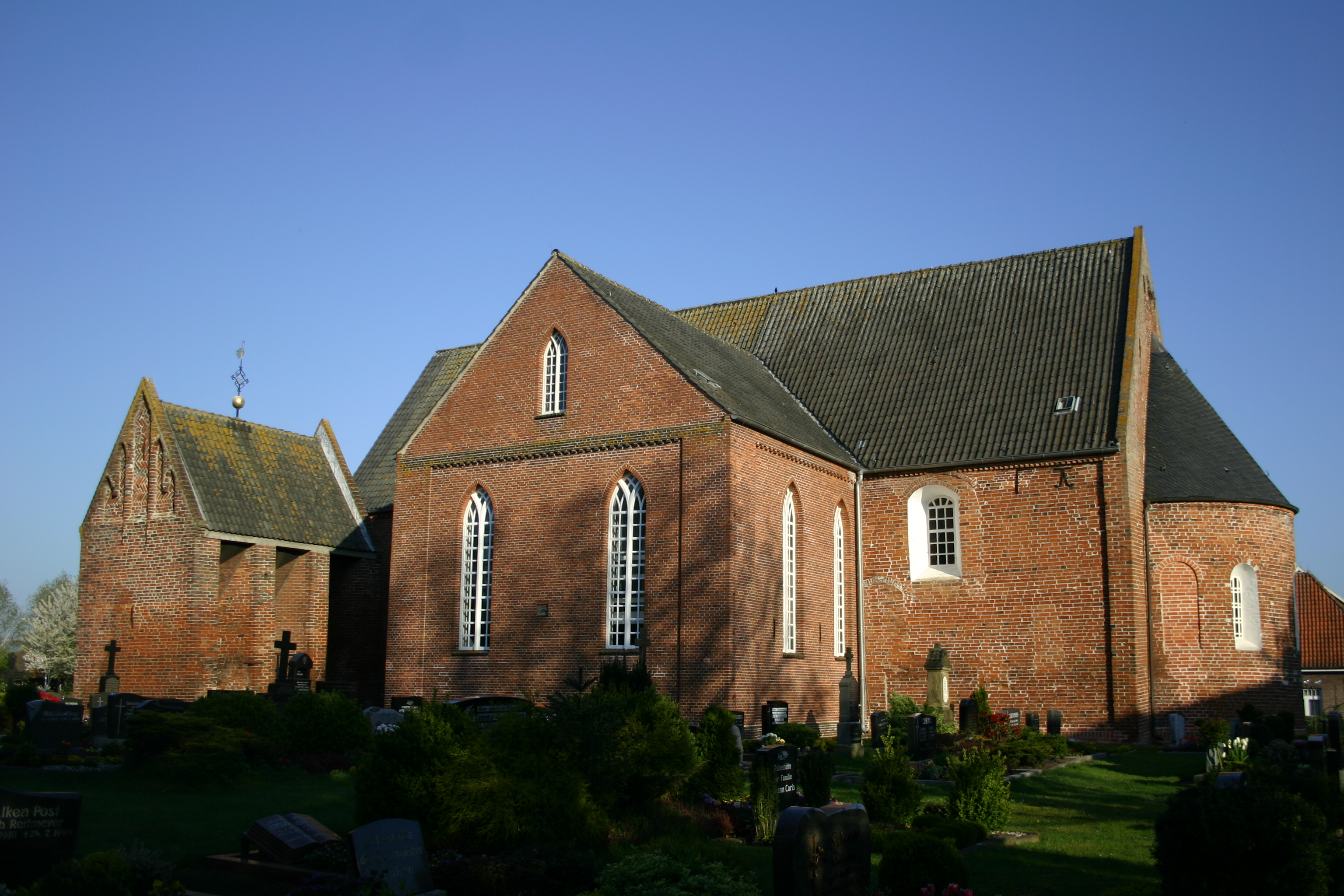
Barbara-Kirche von Südosten

Die Barbara-Kirche ist eine evangelisch-lutherische Kirche in der ostfriesischen Ortschaft Strackholt in der Gemeinde Großefehn, die im 13. Jahrhundert erbaut wurde.

## Geschichte

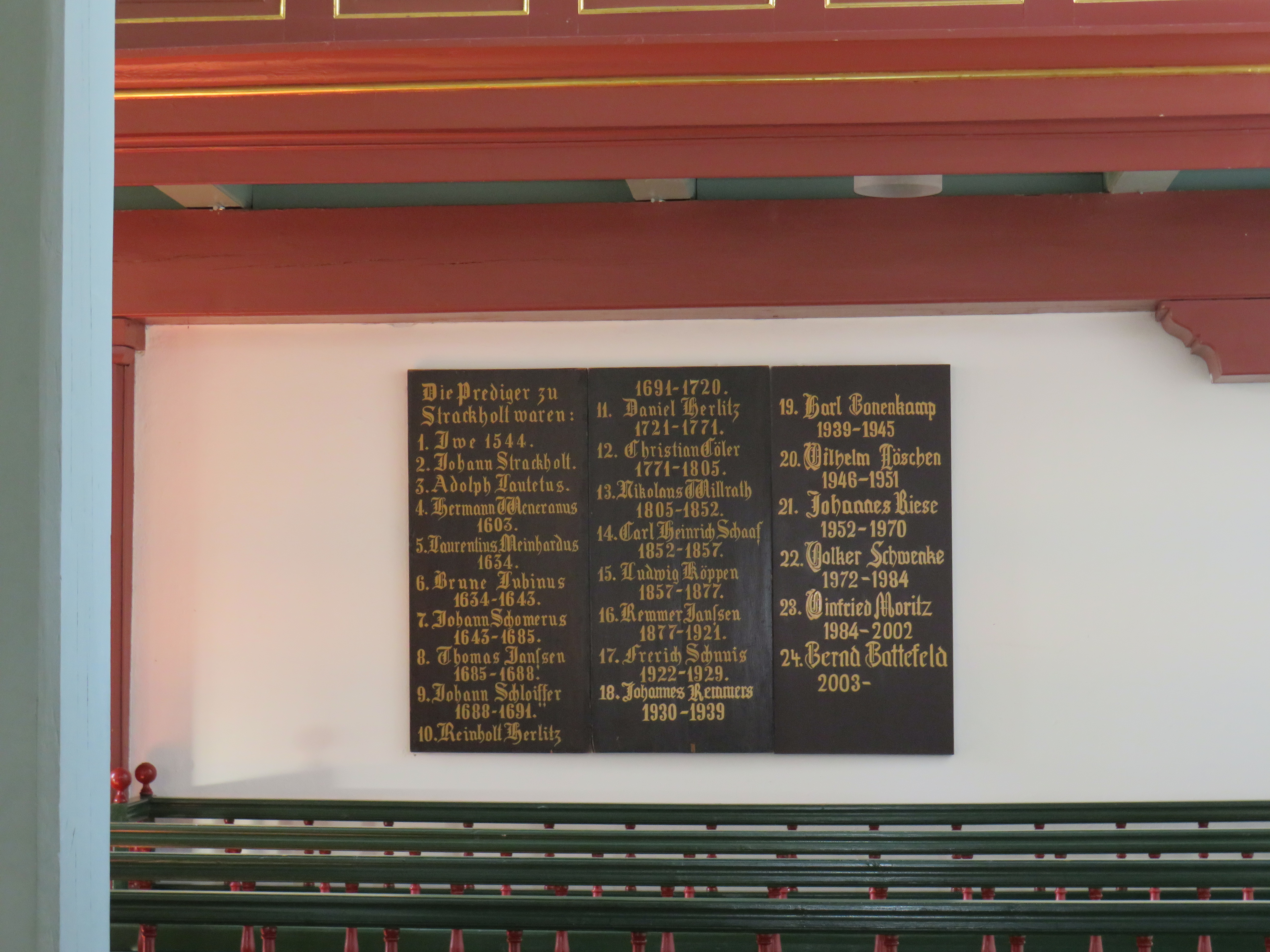
Die Namensliste der Prediger zu Strackholt

Die Kirche wurde in der Mitte, spätestens aber in der zweiten Hälfte des 13. Jahrhunderts errichtet. Sie wurde vor der Reformation der Heiligen Barbara geweiht. Lateinische Inschriften aus dem 15. Jahrhundert an der Wand des Chores künden von vergangenen Notzeiten und Bedrohungen. Durch einen Raubzug des Grafen Gerd der Mutige im Jahr 1473 gingen alte Messgeräte der Kirche verloren. Im Zuge der Reformation wechselte die Gemeinde zum lutherischen Bekenntnis.
Im Jahre 1853 wurde die Kirche durch den nördlichen Anbau erweitert, dabei wurden auch Fenster aus der Fassade entfernt und das Aussehen stark verändert. Zu Zeiten von Pastor Remmer Janssen musste, da die Kirche immer überfüllt war, an der Südseite ein Flügel angebaut werden. In den 1960er-Jahren veranlasste Pastor Johannes Riese eine große Renovierung der Kirche. Die Glocken wurden auf elektrischen Betrieb umgestellt, die Kirche elektrifiziert und der Altar wurde neu errichtet. Im Jahre 2000 wurden zwei Westmauern neu aufgeführt.

## Architektur

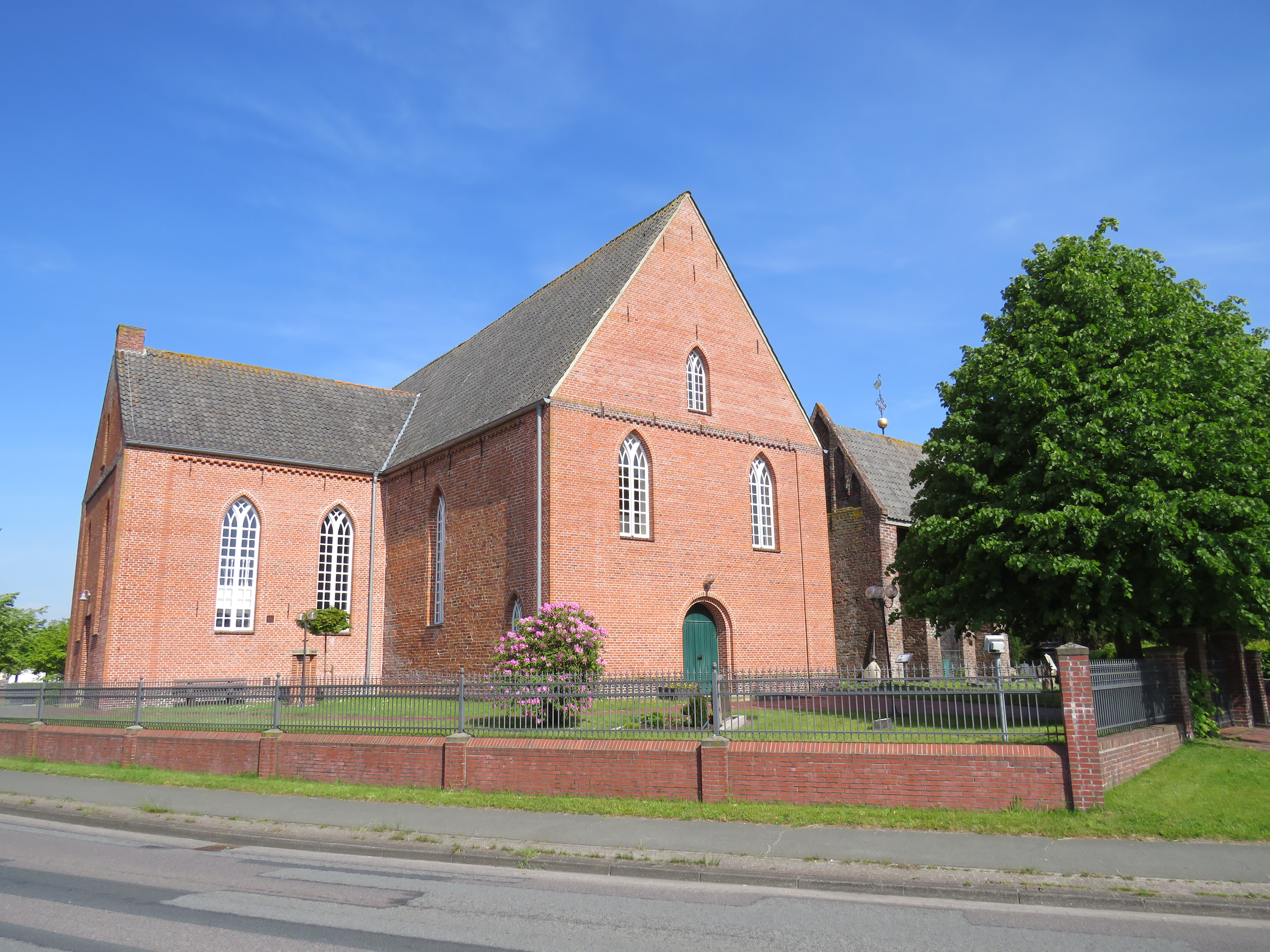
Ansicht von Westen

Der rechteckige Saalbau aus rotem Backstein war ursprünglich gewölbt, worauf die Mauervorsprünge an den östlichen Innenecken noch hinweisen. Heute wird der Innenraum durch eine flache Holzbalkendecke abgeschlossen. Die eingezogene halbrunde Ostapsis, die nachträglich angebaut wurde, verfügt noch über ihre ursprünglichen kleinen Rundbogen-Fenster aus romanischer Zeit. Innen sind in der Apsis mehrere kleine Wandnischen eingelassen. Der Chorraum ist durch einen rundbogigen Triumphbogen, in dem ein Rundstab eingelegt ist, mit dem Hauptschiff verbunden. Aufgrund der Erweiterungen des Langhauses im 19. Jahrhundert präsentiert sich das Gebäude heute als Kreuzkirche. Die Anbauten an der Nord- und Südseite haben an allen drei Seiten je zwei Spitzbogenfenster. Die Ecklisenen werden durch ein Zinnenfries verbunden.
Der mittelalterliche Glockenstuhl des Parallelmauer-Typs steht südlich des Gotteshauses. Er stammt aus dem Beginn des 14. Jahrhunderts und ist an den Giebelseiten reich mit Blendnischen gestaltet.

## Ausstattung

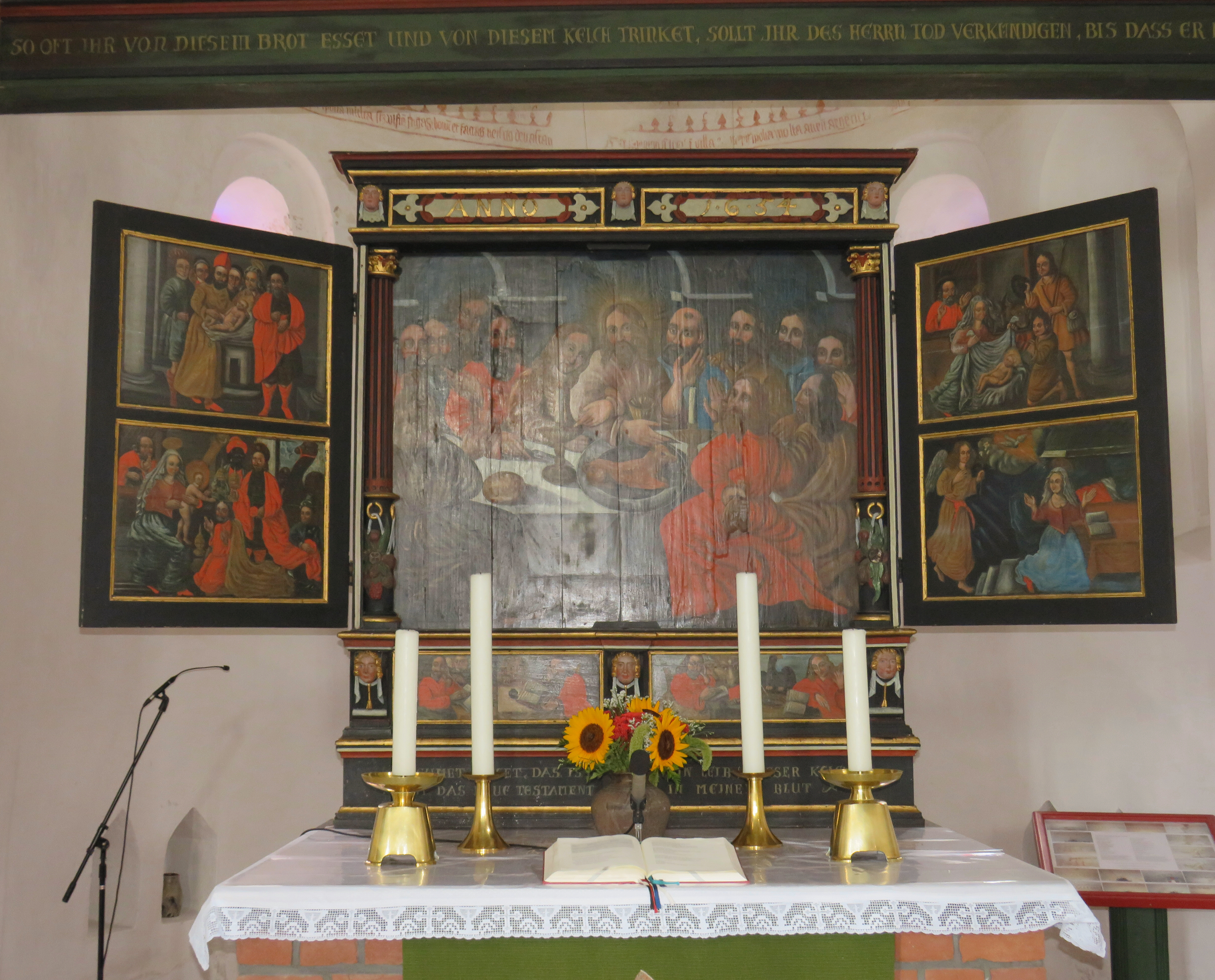
Flügelaltar von 1654

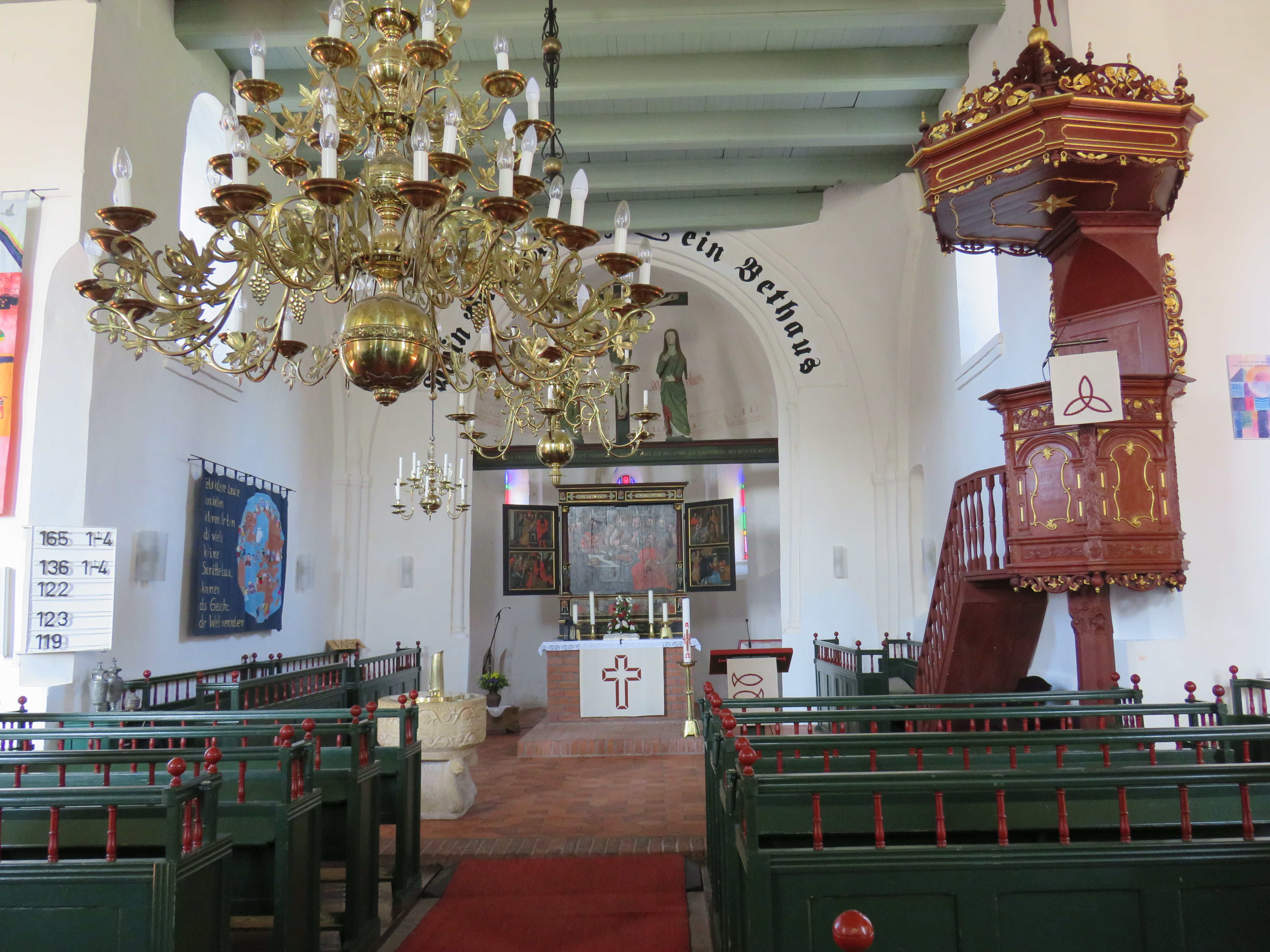
Innenansicht

Aus dem 13. Jahrhundert stammt der Taufstein aus Bentheimer Sandstein. In der Apsis befindet sich ein Becken aus Sandstein, das im Mittelalter für rituelle Waschungen diente. Andere Nischen in der Südmauer des Chors und in der Apsis waren als Aufbewahrungsort für Krüge vorgesehen; die kleinste Nische war ursprünglich ein Hagioskop. Im 15. Jahrhundert wurde die Kreuzigungsgruppe auf dem Balken im Triumphbogen geschaffen. Das Kruzifix (1881 erneuert) wird von Maria und Johannes (seit 1956 mit neuem Kopf) flankiert. Alle drei Figuren erhielten 1956 eine neue Farbfassung.
Der Flügelaltar datiert von 1654. In der Predella sind die vier Evangelisten dargestellt, auf dem Hauptfeld die Kreuzigung Christi und auf den Flügeln Kindheitsszenen Jesu. Im Jahr 1791 wurde der prächtige Leuchter von einer Strackholter Familie gestiftet. Die sechseckige Rokoko-Kanzel mit Schalldeckel wurde von Joachim Kaspar Hessemeier (Hessemius) im Jahr 1801 gefertigt. Sie ist mit einem Treppenaufgang versehen und mit zierlichem Schnitzwerk und teils vergoldetem Rankenwerk sowie einem bekrönenden, Trompete spielenden Engel verziert. Das grün gestrichene Gestühl weist rotfarbige Traljengitter auf.

## Orgel

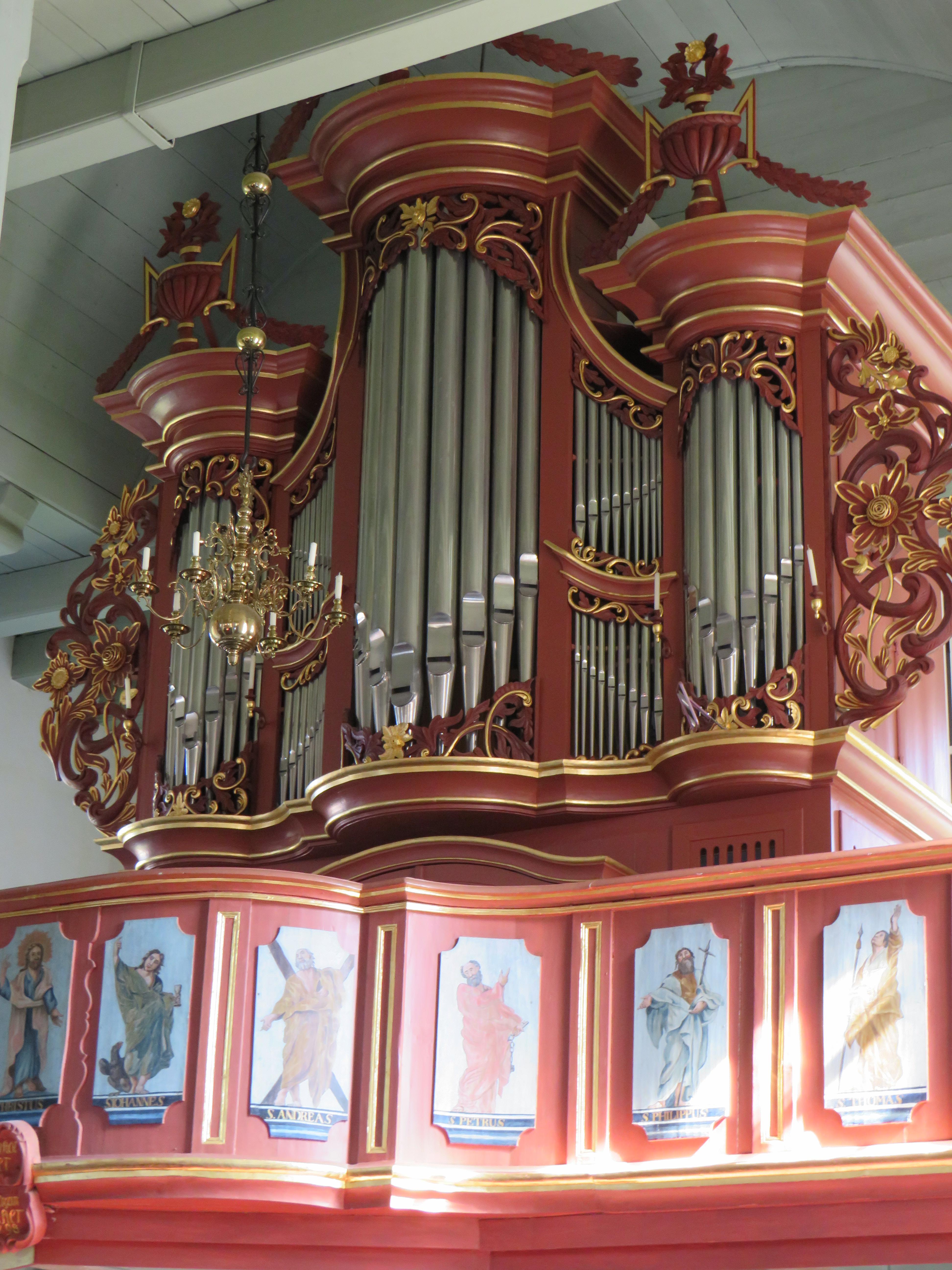
Schmid-Orgel von 1799

Die Orgel wurde 1798 von Gerhard Janssen Schmid mit zwölf Registern auf einem Manual und angehängtem Pedal über dem Altar gebaut. Der fünfteilige Prospekt des Werks mit drei Rundtürmen, profiliertem Kranzgesims und durchbrochenem Rankenwerk und Voluten orientiert sich an spätbarocken Formen. Als die Orgel 1883 auf die Südempore umgesetzt wurde, wurden ein zweites Manual ergänzt und neue Windladen gebaut (II/p/14). 1971 fügte Hans Wolf ein Unterwerk und ein selbstständiges Pedalwerk hinzu, die nach dessen Tod von Hermann Hillebrand und Franz Rietzsch 1973 vollendet wurde, die die verbliebenen historischen Teile der Orgel restaurierten. In einem zweiten Schritt wurden 1986 die vier noch vakanten Zungenregister von Hillebrand neu angefertigt. Der Umbau der Orgel, die heute über 23 Register verfügt, kam einem Neubau gleich. Die Strackholter Orgel ist damit eine der größten Dorforgeln Ostfrieslands. Die Disposition lautet wie folgt:
| I Hauptwerk C–f3 |        |   |
| Prinzipal        | 8′     | W |
| Bordun           | 8′     | S |
| Oktave           | 4′     | S |
| Rohrflöte        | 4′     | S |
| Quinte           | 2 ⁄3′  | S |
| Oktave           | 2′     | S |
| Terz             | 1 3⁄5′ | S |
| Mixtur IV        |        | H |
| Trompete         | 8′     | H |

| II Unterwerk C–f3 |       |   |
| Gedackt           | 8′    | S |
| Prinzipal         | 4′    | W |
| Koppelflöte       | 4′    | W |
| Waldflöte         | 2′    | W |
| Quinte            | 1 ⁄3′ | W |
| Scharf III        |       | W |
| Krummhorn         | 8′    | H |
| Tremulant         |       |   |

| Pedal C–f1 |     |     |
| Subbaß     | 16′ | W   |
| Oktave     | 8′  | W   |
| Oktave     | 4′  | W   |
| Nachthorn  | 2′  | W   |
| Mixtur IV  |     | (S) |
| Posaune    | 16′ | H   |
| Trompete   | 8′  | H   |

S = Schmid (1798)
W = Wolf (1971)
H = Hillebrand (1973/1986)

## Geläut
Pastor Janssen bestellte 1897 bei der Glockengießerei Otto aus Hemelingen eine Bronzeglocke. Sie hatte einen Durchmesser von 1370 mm und wog 1527 kg, Schlagton: dis' (es'). Sie existiert heute nicht mehr. Im Ersten Weltkrieg musste eine Glocke aus dem Glockenturm für Kriegszwecke abgetreten werden. Im Zweiten Weltkrieg wurden zwei andere Glocken abgeliefert. 1919 sammelten die Auswanderer in den USA für eine neue Glocke. Nach dem Zweiten Weltkrieg wurden die anderen beiden Glocken ersetzt. Im Jahr 1970 goss die Gießerei Otto zwei neue Glocken für die Barbara-Kirche. Sie erklingen auf es und g; ihre Durchmesser sind 1333 mm und, 1058 mm; die Glocken wiegen 1479 kg und 734 kg.

## Kirchenbücher
Die Kirchenbücher sind ab dem Jahre 1726 erhalten. Sie sind in einem Ortsfamilienbuch bis zum Jahre 1900 zusammengefasst.